# ترخونة
ترخونة هو مشروب غازي جورجي بنكهة الطرخون أو جويسئة عطرة. تم ابتكاره لأول مرة في محافظة كوتايس التابعة للإمبراطورية الروسية عام 1887.